# سماء (فلم 2021)
سماء هو فيلم روسي أكشن حربي قادم،تدور أحداث الفيلم حول التدخل العسكري الروسي في الحرب الأهلية السورية وحادثة إسقاط سوخوي 24 الروسية.الفيلم من بطولة إيغور بيترنكو ومن المقرر عرض الفيلم في 18 نوفمبر 2021.